# Garland (Texas)
Garland is een stad in de Amerikaanse staat Texas en telt 215.768 inwoners. Het is hiermee de 82e stad in de Verenigde Staten (2000). De oppervlakte bedraagt 147,8 km², waarmee het de 117e stad is.

## Demografie
Van de bevolking is 7,1 % ouder dan 65 jaar en bestaat voor 19,8 % uit eenpersoonshuishoudens. De werkloosheid bedraagt 2,7 % (cijfers volkstelling 2000).
Ongeveer 25,6 % van de bevolking van Garland bestaat uit hispanics en latino's, 11,9 % is van Afrikaanse oorsprong en 7,3 % van Aziatische oorsprong.
Het aantal inwoners steeg van 180.844 in 1990 naar 215.768 in 2000.

## Klimaat
In januari is de gemiddelde temperatuur 7,0 °C, in juli is dat 29,9 °C. Jaarlijks valt er gemiddeld 916,4 mm neerslag (gegevens op basis van de meetperiode 1961-1990).

## Plaatsen in de nabije omgeving
De onderstaande figuur toont nabijgelegen plaatsen in een straal van 16 km rond Garland.

## Geboren in Garland
- Mitchel Musso (1991), acteur en zanger